# بیسکویت تورتونی
بیسکویت تورتونی(به انگلیسی: Biscuit Tortoni) بستنی ساخته شده با تخم مرغ و خامه سنگین است که اغلب حاوی گیلاس خرد شده است و روی آن را با بادام خرد شده می پوشانند.